# Петровский уезд (Ярославское наместничество)
Петровский уезд — административно-территориальная единица Российской империи с центром в городе Петровске, существовавшая в 1777—1796 годах.
Петровский уезд был образован указом от 3 августа 1777 года в составе Ярославского наместничества. Центром уезда стало село Петровское, преобразованное при этом в город Петровск.
31 декабря 1796 года Ярославское наместничество было преобразовано в Ярославскую губернию, а Петровский уезд был упразднён. При этом большая часть его территории отошла к Ростовскому уезду, меньшая — к Угличскому уезду.